# NGC 1728
NGC 1728 é uma galáxia espiral (Sa) localizada na direcção da constelação de Eridanus. Possui uma declinação de -11° 07' 24" e uma ascensão recta de 4 horas, 59 minutos e 27,8 segundos.
A galáxia NGC 1728 foi descoberta em 10 de Novembro de 1885 por Edward Emerson Barnard.